# Xã Golden Glen, Quận LaMoure, Bắc Dakota
Xã Golden Glen (tiếng Anh: Golden Glen Township) là một xã thuộc quận LaMoure, tiểu bang Bắc Dakota, Hoa Kỳ. Năm 2010, dân số của xã này là 108 người.